# Harøya
Harøya är en ö i Ålesunds kommun i Møre og Romsdal fylke i västra Norge. Ön var den största ön i dåvarande Sandøy kommun och den ö som hade störst befolkning i den tidigare kommunen. Sedan 2020 utgör den en del av Ålesunds kommun. 
Den tidigare centralorten i dåvarande Sandøy kommun, Steinshamn, ligger på Harøya, och där finns dagligvarubutik, post, bank, pub, kiosk, frisör, bibliotek, tandläkare och vårdcentral. Ön har en areal på 13,6 km² och hade 1 083 invånare den 1 januari 2013.
Öns högsta punkt är Harøyburet, 156 meter över havet. Öster om ön ligger Harøyfjorden, som har sitt namn efter ön. Söder om ön ligger Fjørtoftfjorden och ön Fjørtofta. Harøya har fast förbindelse genom Fjørtoftfjordstunneln till Fjørtofta och vidare genom ytterligare tunnlar och broar till fastlandet mellan Brattvåg och Søvik. I norr finns det vägförbindelse ut till Finnøya.

## Riksgränsen över Harøya
Harøya har sedan mycket långt tillbaka delats mellan fögderierna Sunnmøre och Romsdal. Gården Myklebust på södra delen av ön tillhörde Haram prosteri och därmed Sunnmøre, medan gårdarna Røsåk och Huse längre norrut låg under Akerø prosteri och därmed Romsdal.
Efter Freden i Roskilde 1658 tvingades Danmark-Norge att avstå hela Trondhjems län, inklusive Romsdal, till Sverige, vilket medförde att riksgränsen mellan Norge och Sverige följde fögderigränsen mellan Sunnmøre och Romsdal. Om detta medförde praktiska följder för bönderna så långt ut i skärgården vet man inte, men det blev under inga omständigheter inga långvariga effekter, eftersom gränsen till Sverige redan 1660 återställdes till den gamla.

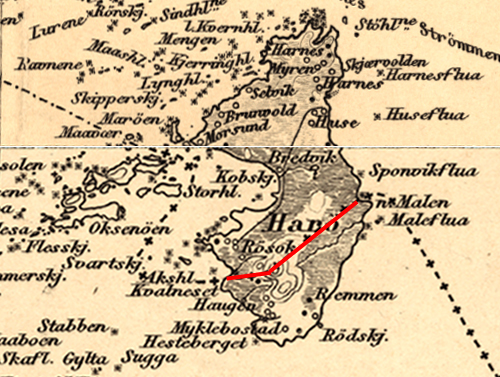
Tidigare kommun-, fögderi- och riksgräns över Harøya.